# Magdeburg-Industriehafen
Magdeburg-Industriehafen ist ein Stadtteil der Stadt Magdeburg.

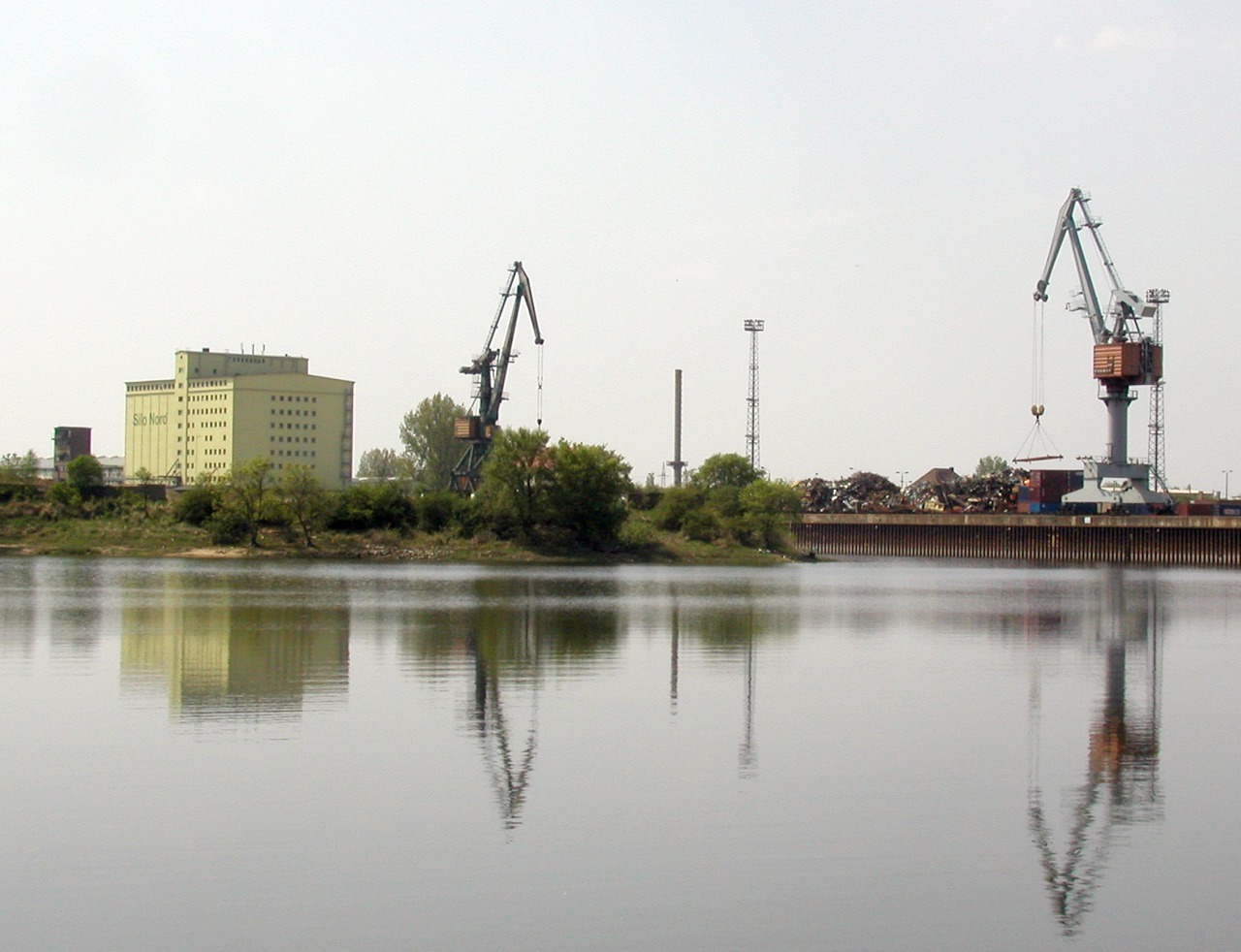
Industriehafen

Er verfügt über eine Fläche von 3,6346 km², bei jedoch lediglich 170 Einwohnern (Stand 31. Dezember 2021). Der Stadtteil dient im Wesentlichen gewerblichen Zwecken. Einen traditionellen Schwerpunkt bildet die Hafenwirtschaft.

## Wirtschaft
Die Wirtschaft des Stadtteils ist durch den Umschlag von Erdöl- und Recyclingprodukten sowie von Waren aus der Landwirtschaft und Stückgut geprägt.
Der Magdeburger Hafen, größter Binnenhafen Ostdeutschlands, befindet sich zu einem wesentlichen Teil im Stadtteil. Er liegt verkehrsgünstig direkt am größten Wasserstraßenkreuz Europas und in der Nähe der Bundesautobahn 2. Über die Elbe sind Hamburg und Prag und über den Mittellandkanal das Ruhrgebiet und Berlin erreichbar. Das Hafengebiet ist über den ausgebauten August-Bebel-Damm an die Bundesautobahn 2 angebunden und verfügt auch über Bahnanschluss.

## Geschichte

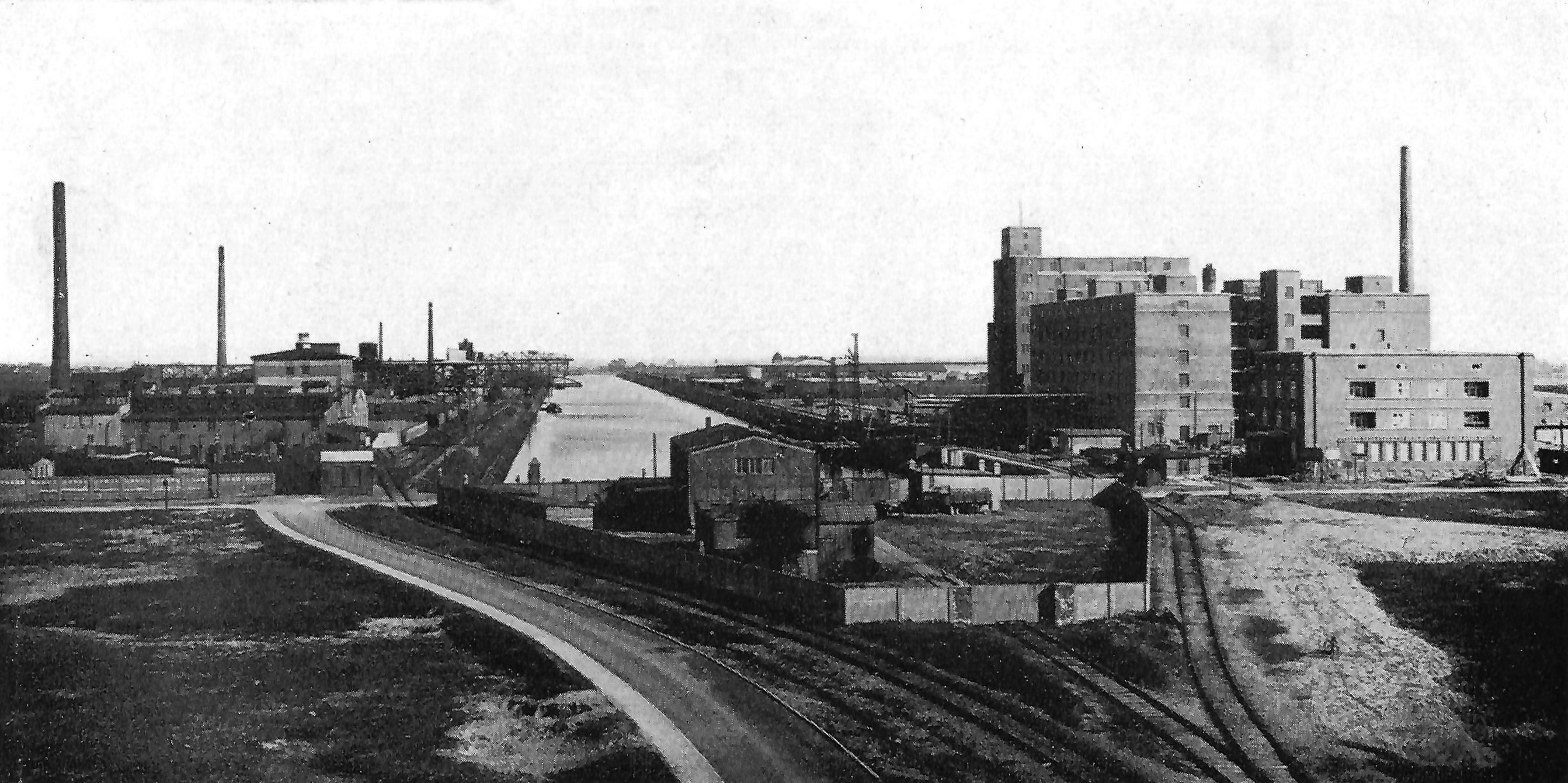
Blick von Süden auf den Industriehafen in den 1920er Jahren

Um den neu angesiedelten Gewerbebetrieben eine direkte Hafenanbindung zu gewährleisten, wurde zwischen 1908 und 1911 der Industriehafen erbaut. Der Hafenumschlag ist in diesem Bereich stark zurückgegangen, lediglich im nördlichen Teil findet noch ein größerer Umschlag statt. Zu den jüngsten Neuansiedlungen gehören im Ostteil ein Holzverarbeiter sowie ein Biodieselproduzent.

## Bauwerke
- Herrenkrugsteg, (im Volksmund auch „Golden Gate“ genannt) – eine Hängebrücke (Fußgängerbrücke) über die Elbe, mit einer Länge von 630 Metern.
- Ehemals bestand im Gebiet des Stadtteils das zur Festung Magdeburg gehörende Zwischenwerk VIII a.
- Zwei Schleusenbecken und -mauern der im Zweiten Weltkrieg fertiggestellten, in der Folge jedoch beschädigten und demontierten Doppelschleuse Magdeburg Neustadt, die den Hafen mit Zufahrt zum Schiffshebewerk Rothensee vom Elbpegel unabhängig machen sollten. Im Zuge des Ausbaus des Wasserstraßenkreuzes wurde weiter nördlich die Niedrigwasserschleuse Magdeburg mit ebendieser Funktion errichtet.

Die im Stadtteil vorhandenen Kulturdenkmale sind im örtlichen Denkmalverzeichnis aufgeführt.